# Calyptomena hosii
El eurilaimo de Hose (Calyptomena hosii) es una especie de ave paseriforme de la familia Eurylaimidae endémica de Borneo. El nombre común y el nombre binomial conmemoran al administrador colonial, zoólogo y entomólogo británico Charles Hose.
Se encuentra únicamente en bosques húmedos tropicales del norte de la isla de Borneo. Se encuentra amenazada por pérdida de hábitat. Posee un vientre azul, pero por sus otras características se parece a otros miembros del género Calyptomena.